# 김경환 (배우)
김경환(1985년 1월 2일 ~ )은 대한민국의 배우이다.

## 학력
- 동서대학교 연극과[2]

## 출연작

### 드라마
- 《두부의 의인화》 (2018년, 웹드라마) - 정준영 역
- 《샤워하는 남자》 (2017년, 웹드라마) - 샴푸의 요정 역

### 영화
- 《아내를 죽였다》 (2019년) - 게임방 남자 2 역
- 《우리집》 (2019년) - 유미아빠 역

### 연극
- 《사건발생 일구팔공》 - 춘구 역
- 《임대아파트》 - 윤정수 역
- 《소》
- 《그때 그 사람》 - 종업원 역
- 《허튼 웃음》- 단원남 / 화랑 2 역
- 《가족의 탄생》
- 《손님》 - 손님 역
- 《쉬어매드니스》 - 조형사 역
- 《짬뽕》 - 군인 2 / 요원 2 / 달풍 역
- 《부족한 그대로 둥지》
- 《NORA》
- 《FUN 뻔한이야기》
- 《연장전에 들어갑니다》

### 예능
- 《너의 목소리가 보여 시즌 5》 (2018년, Mnet)